# Campionati europei di biathlon 2011
I campionati europei di biathlon 2011, nelle categorie "juniores" (alla quale possono partecipare solo gli atleti che non hanno compiuto più di 26 anni) e "open", si sono svolti in Val Ridanna (Italia) dal 21 al 27 febbraio 2011.

## Risultati

### Uomini

#### Open
| Gara                 | Oro                                                        | Oro               | Argento                                                                | Argento           | Bronzo                                                                      | Bronzo            |
| Gara                 | Atleta                                                     | Risultato         | Atleta                                                                 | Risultato         | Atleta                                                                      | Risultato         |
| Sprint 10 km         | Tobias Eberhard                                            | 26:11.2 (0+0)     | Aleksej Volkov                                                         | 26:28.9 (0+0)     | Lukas Hofer                                                                 | 26:33.8 (1+2)     |
| Inseguimento 12,5 km | Aleksej Volkov                                             | 39:35.7 (1+0+0+1) | Krasimir Anev                                                          | 39:53.8 (0+0+1+0) | Jean-Guillaume Béatrix                                                      | 40:09.9 (0+1+0+2) |
| Individuale 20 km    | Artem Pryma                                                | 58:53.0 (0+0+1+0) | Evgenij Ustjugov                                                       | 59:02.7 (0+2+0+1) | Krasimir Anev                                                               | 59:24.1 (1+0+0+1) |
| Staffetta 4 x 7,5 km | Germania Robin Kiel Benedikt Doll Florian Graf Erik Lesser | 1:25:39.7 (3+11)  | Russia Nikolaj Jakušov Vjačeslav Akimov Timofej Lapšin Viktor Vasil'ev | 1:25:46.4 (1+7)   | Bielorussia Uladzimir Aljaniška Uladzimir Čapelin Maksim Eliseu Jury Liadou | 1:27:23.8 (0+10)  |

#### Juniores
| Gara                 | Oro              | Oro               | Argento         | Argento           | Bronzo        | Bronzo            |
| Gara                 | Atleta           | Risultato         | Atleta          | Risultato         | Atleta        | Risultato         |
| Sprint 10 km         | Vjačeslav Akimov | 26:27.4 (0+0)     | Benedikt Doll   | 26:45.4 (1+1)     | Michal Krčmář | 26:55.3 (0+0)     |
| Inseguimento 12,5 km | Vjačeslav Akimov | 38:53.7 (0+1+1+2) | Benedikt Doll   | 39:30.0 (2+0+0+4) | Michal Krčmář | 39:45.2 (0+0+2+2) |
| Individuale 15 km    | Nikolaj Jakušov  | 47:17.1 (0+1+0+0) | Simon Desthieux | 48:09.6 (1+0+1+0) | Ivan Krjukov  | 48:23.3 (0+1+0+1) |

### Donne

#### Open
| Gara               | Oro                                                                     | Oro               | Argento                                                                  | Argento           | Bronzo                                                                  | Bronzo            |
| Gara               | Atleta                                                                  | Risultato         | Atleta                                                                   | Risultato         | Atleta                                                                  | Risultato         |
| Sprint 7,5 km      | Juliane Döll                                                            | 23:15.7 (0+1)     | Gabriela Soukalová                                                       | 23:23.6 (1+0)     | Marine Bolliet                                                          | 23:38.1 (0+0)     |
| Inseguimento 10 km | Juliane Döll                                                            | 34:54.1 (1+0+0+1) | Marine Bolliet                                                           | 35:34.9 (0+0+0+0) | Nadine Horchler                                                         | 36:07.4 (0+0+0+1) |
| Individuale 15 km  | Juliane Döll                                                            | 50:45.1 (0+0+1+0) | Olena Pidhrušna                                                          | 51:01.8 (0+0+0+0) | Ekaterina Glazyrina                                                     | 51:51.5 (1+0+0+0) |
| Staffetta 4 x 6 km | Ucraina Olena Pidhrušna Vita Semerenko Julija Džyma Valentyna Semerenko | 1:19:52.0 (0+5)   | Italia Dorothea Wierer Roberta Fiandino Michela Andreola Karin Oberhofer | 1:20:44.2 (0+7)   | Germania Franziska Hildebrand Susann König Nadine Horchler Juliane Döll | 1:20:53.7 (0+9)   |

#### Juniores
| Gara                | Oro                | Oro               | Argento           | Argento           | Bronzo             | Bronzo            |
| Gara                | Atleta             | Risultato         | Atleta            | Risultato         | Atleta             | Risultato         |
| Sprint 7,5 km       | Aleksandra Alikina | 24:05.6 (2+0)     | Dorothea Wierer   | 24:09.1 (2+1)     | Olga Galich        | 24:16.9 (0+1)     |
| Inseguimento 10 km  | Dorothea Wierer    | 35:24.5 (0+1+1+1) | Ol'ga Galič       | 36:12.9 (0+0+1+1) | Svetlana Perminova | 36:38.8 (2+0+1+0) |
| Individuale 12,5 km | Ol'ga Galič        | 45:13.0 (0+1+0+0) | Enora Latuillière | 47:00.4 (0+0+0+2) | Giulia Collavo     | 48:33.4 (0+0+0+0) |

### Misto

#### Juniores
| Gara                            | Oro                                                                   | Oro              | Argento                                                                     | Argento          | Bronzo                                                                         | Bronzo          |
| Gara                            | Atleta                                                                | Risultato        | Atleta                                                                      | Risultato        | Atleta                                                                         | Risultato       |
| Staffetta 2 x 6 km + 2 x 7,5 km | Russia Ol'ga Galič Svetlana Perminova Ivan Krjukov Aleksandr Pečenkin | 1:25:17.6 (0+10) | Francia Florie Vigneron Enora Latuillière Valentin Gaillard Simon Desthieux | 1:26:47.6 (1+13) | Bielorussia Iryna Kryŭko Dar″ja Nesterčik Aljaksei Abromčyk Aljaksandr Darožka | 1:26:56.0 (0+4) |

## Medagliere
| Posiz. | Nazione     | Oro | Argento | Bronzo | Totale |
| ------ | ----------- | --- | ------- | ------ | ------ |
| 1      | Russia      | 7   | 4       | 4      | 15     |
| 2      | Germania    | 4   | 2       | 2      | 8      |
| 3      | Ucraina     | 2   | 1       | 0      | 3      |
| 4      | Italia      | 1   | 2       | 2      | 5      |
| 5      | Austria     | 1   | 0       | 0      | 1      |
| 6      | Francia     | 0   | 4       | 2      | 6      |
| 7      | Rep. Ceca   | 0   | 1       | 2      | 3      |
| 8      | Bulgaria    | 0   | 1       | 1      | 2      |
| 9      | Bielorussia | 0   | 0       | 2      | 2      |